# Muscaphis utahensis
Muscaphis utahensis är en insektsart som först beskrevs av Smith, C.F. och Frank Hall Knowlton 1966.  Muscaphis utahensis ingår i släktet Muscaphis och familjen långrörsbladlöss. Inga underarter finns listade i Catalogue of Life.